# Yowa
Yowa är en flod i Kongo-Kinshasa, ett biflöde till Dwa. Den rinner huvudsakligen genom provinsen Mongala, i den norra delen av landet, 1 100 km nordost om huvudstaden Kinshasa. Flodens nedersta lopp ingår i gränsen mellan Mongala och Nord-Ubangi, som öster om Yowa följer Dwa och väster om Yowa går en kilometer söder om Dwa.